# 柳河县
柳河县在中国吉林省东南部，是通化市下辖的一个县，邻接辽宁省。东北与辉南县接壤，东与白山市八道江区、江源县、靖宇县相连，北与梅河口市毗邻，南与通化县相依，西与辽宁省清原县、新宾县交界。东西两极点长107公里，南北两极点宽76.5公里，幅员面积3348.3平方公里。縣人民政府駐柳河鎮柳河大街1777號。

## 行政区划
柳河县下辖3个街道办事处、11个镇、1个民族镇、2个乡、1个民族乡：
采胜街道、中岗街道、导航街道、柳河镇、三源浦朝鲜族镇、五道沟镇、驼腰岭镇、孤山子镇、圣水河子镇、罗通山镇、安口镇、向阳镇、红石镇、凉水河子镇、亨通镇、柳南乡、时家店乡和姜家店朝鲜族乡。

## 人口
根據全國第七次人口普查數據顯示，截至2020年11月1日零時，常住人口27.44萬人。

## 交通
- 303国道过境。

## 特产
柳河山葡萄：中国地理标志产品。